# Ippolit Petrowitsch Prjanischnikow

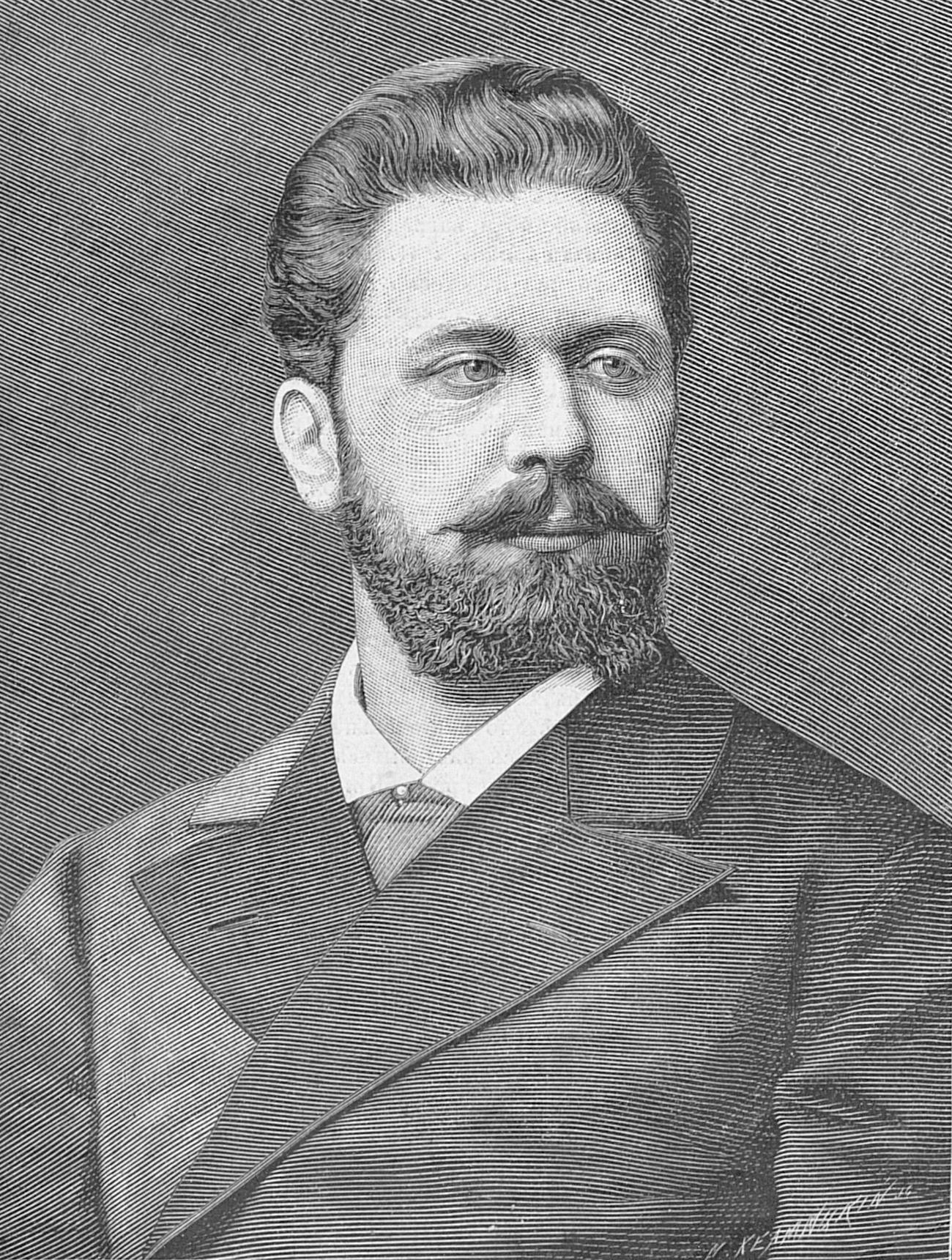
Ippolit Petrowitsch Prjanischnikow

Ippolit Petrowitsch Prjanischnikow (russisch Ипполит Петрович Прянишников; * 14. Augustjul. / 26. August 1847greg. in Kertsch; † 11. November 1921 in Moskau) war ein russischer Bariton, Regisseur und Gesangspädagoge.

## Leben
Prjanischnikow studierte 1873–1874 am Sankt Petersburger Konservatorium. 1875 debütierte er in Mailand in Gaetano Donizettis Maria di Rohan. Er sang dann in Mailand, Bologna, Parma, Genua, Turin und Florenz. 1878 debütierte er erfolgreich in St. Petersburg in Anton Rubinsteins Dämon, worauf er Solist am Mariinski-Theater war. Zu seinen herausragenden Rollen gehörten Onegin und Mazeppa  in Tschaikowskis Eugen Onegin und Mazeppa und Misgir in Rimski-Korsakows Schneeflöckchen sowie auch Rigoletto und Amonasro in Verdis Rigoletto und Aida.
1886 wurde Prjanischnikow für eine Gastrolle nach Tiflis gerufen. Darauf wurde er dort Sänger und Leiter der staatlichen Oper. Er wirkte auch als Regisseur, so dass die junge Sängerin Lidija Swjagina unter seiner Leitung ihre Partien einstudierte. Als 1889 die staatliche Oper in private Hände überging, wurde er Organisator und Leiter der ersten Operngesellschaft in Russland, die zunächst in Kiew und ab 1892 in Moskau arbeitete. Aufgeführt wurden insbesondere Alexander Borodins Fürst Igor und Rimski-Korsakows Mainacht.
1893 verließ Prjanischnikow die Bühne und widmete sich nun der Lehre. Zu seinen vielen Schülern und Schülerinnen gehörte auch Georges Baklanoff.